# Среднесибирский
Среднесибирский — посёлок в Тальменском районе Алтайского края России. Административный центр и единственный населённый пункт Среднесибирского сельсовета.

## История
Посёлок возник в 1914 г. В 1928 году полуказарма 168 км состояла из 3 хозяйств, основное население — русские. В административном отношении входила в состав Луговского сельсовета Белоярского района Барнаульского округа Сибирского края. В 1956 году на станции строится хлебоприемный пункт, а в 1966 г. В мае 1966 года филиал Тальменского свеклоприемного пункта. Толчком к развитию современного поселка стало строительство в 1969 г. на станции зверосовхоза «Магистральный».

## Население
| 1926  | 1997  | 1998  | 1999  | 2000  | 2001  |
| ----- | ----- | ----- | ----- | ----- | ----- |
| 13    | ↗2040 | ↘1961 | ↗2001 | ↘1929 | ↗1964 |
| 2002  | 2003  | 2004  | 2005  | 2006  | 2007  |
| ↗2049 | ↘1980 | ↘1926 | ↗1986 | ↘1928 | ↗2005 |
| 2008  | 2009  | 2010  | 2011  | 2012  | 2013  |
| ↘1997 | ↗2018 | ↗2020 | ↗2035 | ↗2054 | ↗2067 |
| 2014  | 2015  | 2016  | 2017  | 2018  | 2019  |
| ↘2035 | ↘1998 | ↗2010 | ↗2014 | ↘1996 | ↗2006 |
| 2020  | 2021  |       |       |       |       |
| ↘1992 | ↘1968 |       |       |       |       |

Национальный состав
Согласно результатам переписи 2002 года, в национальной структуре населения русские составляли 91 %.